# Typhloceuthophilus floridanus
Typhloceuthophilus floridanus är en insektsart som beskrevs av Theodore Huntington Hubbell 1940. Typhloceuthophilus floridanus ingår i släktet Typhloceuthophilus och familjen grottvårtbitare. Inga underarter finns listade i Catalogue of Life.